# 王建民 (上将)
王建民（1942年11月—2021年9月28日），河北省滦南县人，中国人民解放军上将。

## 生平
1962年6月参加中国人民解放军。1963年9月加入中国共产党。1973年任沈阳军区司令部作战部作战科参谋、副科长，作战处处长。1983年任作战部副部长。1985年任师长。1987年任沈阳军区司令部作战部部长。
1989年入国防大学学习。1993年2月任陆军第二十三集团军副军长。1994年7月晋升为少将军衔。1995年11月后任陆军第二十三集团军军长、陆军第三十九集团军军长。1999年1月任沈阳军区参谋长。2000年晋升为中将军衔。2000年12月任沈阳军区副司令员。2002年11月任成都军区司令员。2007年卸任。
王建民是中共第十五屆中央候補委員，第十六屆中央委員，第十一届全国人大常委会委员、第十一届全国人大华侨委员会委员。